# Палота (Рим)
Палота је насеље у Италији у округу Рим, региону Лацио.
Према процени из 2011. у насељу је живело 179 становника. Насеље се налази на надморској висини од 345 м.